# Symploce pallens
Symploce pallens är en kackerlacksart som först beskrevs av Stephens 1835.  Symploce pallens ingår i släktet Symploce och familjen småkackerlackor. Inga underarter finns listade i Catalogue of Life.